# Georg VIII av Georgien
Georg VIII av Georgien, död 1476, var en georgisk monark. Han var kung i kungariket Georgien mellan 1446 och 1465.